# Parry-Inseln
Die Parry-Inseln (englisch Parry Islands) sind eine Untergruppe der Königin-Elisabeth-Inseln und liegen im kanadisch-arktischen Archipel.
Bis 1953 hieß der gesamte Archipel nördlich des Parry Channels „Parry Islands“ nach dem britischen Polarforscher William Edward Parry. Dann wurde dieser zu Ehren von Königin Elisabeth II. umbenannt. Seitdem bezeichnet der Begriff „Parry Islands“ den südwestlichen Teil der Königin-Elisabeth-Inseln.
Die Prinz-Gustav-Adolf-See, die Maclean Strait, die Penny Strait und der Wellington Channel grenzen die Parry-Inseln nach Norden hin von den Sverdrup-Inseln und nach Osten hin zu Devon Island ab. 
Die größten der Parry-Inseln sind Melville Island, Bathurst Island und Cornwallis Island.
Einzige Siedlung der Inselgruppe ist Resolute Bay auf Cornwallis Island.
Der äußerste Westen der Inselgruppe gehört zu den Nordwest-Territorien, während der restliche Teil im Territorium Nunavut liegt.